# قمبود
القمبود (الاسم العلمي: Campodea) هو جنس من الحيوانات يتبع الفصيلة القمابيد من رتبة ثنائيات الذنب.

## أنواع القمبود
- قمبود أليف الجبال
- قمبود أوريغوني
- قمبود مركزي
- قمبود مشابه
- قمبود رقيق
- قمبود كاليفورني
- قمبود يوتافي
- قمبود إسيجي
- قمبود هناهي
- قمبود كيلوغي
- قمبود لاميماني
- قمبود لينسلي
- قمبود لوبوكي
- قمبود لودفيكي
- قمبود ماينرتي
- قمبود مورغاني
- قمبود روسي
- قمبود يوسنغيري
- قمبود متربص
- قمبود جبلي
- قمبود مشعر الذنب
- قمبود كتير الشعر
- قمبود نبوتي
- قمبود مقشي
- قمبود عنقودي